# Laura Wilson
Pour les articles homonymes, voir Wilson.
Œuvres principales
L’Amant anglais
 La Guerre de Stratton
Laura Wilson, née le 13 juillet 1964, est une romancière britannique, auteure de plusieurs romans policiers et d'ouvrages historiques de littérature d'enfance et de jeunesse.

## Biographie
Elle passe son enfance à Londres où elle est née. Elle fait des études supérieures en littérature anglaise au Somerville College de l'Université d'Oxford et à l'Université de Londres. Elle travaille ensuite comme enseignante et éditrice. En outre, elle est critique de romans policiers au quotidien The Guardian.
Elle se lance en littérature en 1999 avec Les Reclus (A Little Death), roman policier qui est remarqué par la critique. Elle obtient le prix du polar européen 2005 pour L’Amant anglais (The Lover). En 2008, elle commence la série policière ayant pour héros le détective Ted Stratton.

## Œuvre

### Romans policiers

#### SérieTed Stratton, détective
- Stratton's War ou The Innocent Spy (2008) Publié en français sous le titre La Guerre de Stratton. Un détective au cœur des ténèbres de Londres, traduit par Valérie Malfoy, Paris, Albin Michel, 2009, 523 p.  (ISBN 978-2-226-19409-1) ; réédition, Paris, Le Livre de poche. Thriller no 32582, 2012
- An Empty Death (2009) Publié en français sous le titre Une mort absurde, traduit par Valérie Malfoy, Paris, Albin Michel, 2012, 482 p.  (ISBN 978-2-226-21855-1) ; réédition, Paris, Le Livre de poche. Thriller no 32937, 2013
- A Capital Crime (2010)
- A Willing Victim (2012)
- The Riot (2013)

#### Autres romans policiers
- A Little Death (1999) Publié en français sous le titre Les Reclus, traduit par Françoise Bouillot, Paris, Albin Michel, 2004, 307 p.  (ISBN 2-226-14974-0) ; réédition, Paris, Le Livre de poche no 37126, 2006
- Dying Voices (2000) Publié en français sous le titre Une voix disparue, traduit par Françoise du Sorbier, Paris, Albin Michel, 2002, 360 p.  (ISBN 2-226-13461-1) ; réédition, Paris, Le Livre de poche no 37002, 2004
- My Best Friend (2001) Publié en français sous le titre Mon meilleur ami, traduit par Valérie Malfoy, Paris, Albin Michel, 2002, 304 p.  (ISBN 2-2261-3172-8) ; réédition, Paris, Le Livre de poche no 37059, 2005
- Hello Bunny Alice (2003)
- Telling Lies to Alice (2004)
- The Lover (2004) Publié en français sous le titre L’Amant anglais, traduit par Marie-Lise Marlière, Paris, Albin Michel, 2005, 369 p.  (ISBN 2-226-15960-6) ; réédition, Paris, Le Livre de poche no 37244, 2007
- A Thousand Lies (2006) Publié en français sous le titre Un millier de mensonges, traduit par Marie-Lise Marlière, Paris, Albin Michel, 2007, 359 p.  (ISBN 978-2-226-17699-8) ; réédition, Paris, Le Livre de poche. Thriller no 31417, 2009

### Ouvrages historiques de littérature d'enfance et de jeunesse
- Daily Life in a Victorian House (1993)
- Daily Life in a Tudor House (1995)
- Daily Life in a Wartime House (1996)
- How I Survived the Oregon Trail (1999)
- How I Survived the Irish famine: the journal of Mary O'Flynn (2000)

### Recueil de nouvelles
- Killer Women Crime Club Anthology 2 (2017) (avec Rachel Abbott, Tammy Cohen, Julia Crouch, Elly Griffiths, Sarah Hilary, Amanda Jennings, Erin Kelly, Colette McBeth, Mel McGrath, Kate Medina, Louise Millar, Helen Smith et Louise Voss

## Prix et nominations

### Prix
- Prix du polar européen 2005 pour L’Amant anglais[1]
- Historical Dagger Award 2008 pour Stratton’s War[2]

### Nominations
- Historical Dagger Award 2009 pour An Empty Death[2]
- Historical Dagger Award 2000 pour A Little Death[2]
- Prix Anthony 2001 du livre de poche pour A Little Death[3]
- Gold Dagger Award 2004 pour The Lover[2]
- Historical Dagger Award 2004 pour The Lover[2]
- Gold Dagger Award 2006 pour A Thousand Lies[2]
- Historical Dagger Award 2012 pour A Willing Victim[2]